# Имате поща
„Имате поща“ (на английски: You've Got Mail) е американска романтична комедия от 1998 г. на режисьора Нора Ефрон и с участието на Том Ханкс и Мег Райън. Вдъхновен е от унгарската пиеса „Парфюмерия“ от 1937 г. на Миклош Ласло (която по-рано е адаптирана през 1940 г. в „Магазинът зад ъгъла“ и през 1949 г. в „В доброто старо лято“). Сценарият е на Нора и Делия Ефрон. Отбелязва третото партньорство на Ханкс и Райън, които участват заедно в „Джо срещу вулкана“ (1990) и „Безсъници в Сиатъл“ (1993), последният от които е режисиран от Ефрон.

## Актьорски състав
| Актьор           | Роля                |
| ---------------- | ------------------- |
| Том Ханкс        | Джо Фокс            |
| Мег Райън        | Катрин Кели         |
| Кейти Сагона     | Младата Катрин Кели |
| Паркър Поузи     | Патриша Едън        |
| Джийн Стейпълтън | Бърди               |
| Дейв Чапел       | Кевин               |
| Стийв Зан        | Джордж              |
| Дабни Колман     | Нелсън Фокс         |
| Грег Киниър      | Франк Наварски      |
| Хедър Бърнс      | Кристина            |
| Джон Рандолф     | Шайлър Фокс         |
| Дебора Ръш       | Вероника Грант      |
| Хейли Хърш       | Анабел              |

## В България
В България филмът е пуснат по кината на 19 март 1999 г. от „Александра Филмс“.
На 23 септември 1999 г. е издаден на VHS от „Александра Видео“.
На 5 януари 2003 г. е излъчен за първи път по „Би Ти Ви“ със субтитри на български.
На 23 септември 2011 г. се излъчва по каналите на „БТВ Медиа Груп“ с български дублаж. Екипът се състои от:
| Озвучаващи артисти  | Гергана Стоянова Ани Василева Лазарина Коткова Александър Воронов Светломир Радев Илиян Пенев |
| Преводач            | Калина Кирилова                                                                               |
| Тонрежисьор         | Галина Наумова                                                                                |
| Режисьор на дублажа | Чавдар Монов                                                                                  |